# Deuxième circonscription de la Moselle
La deuxième  circonscription de la Moselle est l'une des neuf circonscriptions législatives françaises que compte actuellement le département de la Moselle (57) situé en région Grand Est.

## Description géographique et démographique

### De 1958 à 1986
Le département avait huit circonscriptions.
La deuxième circonscription de la Moselle était composée de :
- canton de Metz-Ville-3
- canton de Metz-Campagne (partie située sur la rive droite de la Moselle).
- canton de Pange
- canton de Verny
- canton de Vigy.

Source : Journal Officiel du 14-15 Octobre 1958.

### De 1988 à 2010
Le département avait dix circonscriptions.
La deuxième  circonscription de la Moselle était délimitée par le découpage électoral de la loi no 86-1197 du 24 novembre 1986
, elle regroupait les divisions administratives suivantes : 
- canton d'Ars-sur-Moselle
- canton de Metz-Ville-4
- canton de Montigny-lès-Metz (moins les communes de Chieulles, Mey, Saint-Julien-lès-Metz, Vantoux, Vany)
- canton de Verny.

Une autre manière de le dire :
- canton d'Ars-sur-Moselle
- canton de Metz-Ville-4
- canton de Verny
- communes de Montigny-lès-Metz et Augny.

D'après le recensement général de la population en 1999, réalisé par l'Institut national de la statistique et des études économiques (INSEE), la population de cette circonscription était estimée à 108472 habitants,.

### Depuis 2012
Le redécoupage des circonscriptions législatives réalisé en 2010 et entrant en application à compter des élections législatives de juin 2012, a modifié le nombre de circonscriptions du département (passant de dix à neuf) et la composition de certaines circonscriptions mais la deuxième circonscription est restée inchangée.

Carte de la deuxième circonscription de la Moselle de 1958 à 1986
Carte de la deuxième circonscription de la Moselle de 1986 à 2012

## Historique des députations
| Législature | Début de mandat | Fin de mandat  | Député         | Parti politique | Observations |
| ----------- | --------------- | -------------- | -------------- | --------------- | --- |
| IXe         | 23 juin 1988    | 1er avril 1993 | Denis Jacquat  | UDF             | Conseiller municipal de Metz, conseiller général de la Moselle                                                                                       |
| Xe          | 2 avril 1993    | 21 avril 1997  | Denis Jacquat, | UDF,            | Conseiller municipal de Metz, conseiller général de la Moselle Mandat écourté à la suite d'une dissolution parlementaire décidée par Jacques Chirac. |
| XIe         | 12 juin 1997    | 18 juin 2002   | Denis Jacquat  | UDF             | Conseiller municipal de Metz, adjoint au maire (2001-), conseiller général de la Moselle                                                             |
| XIIe        | 19 juin 2002    | 19 juin 2007   | Denis Jacquat, | UMP,            | Adjoint au maire de Metz |
| XIIIe       | 20 juin 2007    | 19 juin 2012   | Denis Jacquat  | UMP             | Conseiller municipal de Metz (1977-2011), adjoint au maire (2001-2008), conseiller général (2011-)                                                   |
| XIVe        | 20 juin 2012    | 20 juin 2017   | Denis Jacquat  | UMP             | Conseiller général puis départemental de la Moselle                                                                                                  |

## Historique des élections

### Élections de 1958
| Candidat       | Candidat         | Parti          | Premier tour | Premier tour | Second tour | Second tour |  |
| Candidat       | Candidat         | Parti          | Voix         | %            | Voix        | %           |  |
| -------------- | ---------------- | -------------- | ------------ | ------------ | ----------- | ----------- |  |
|                | Joseph Schaff    | MRP            | 15 931       | 39,8         | 14 904      | 38,5        |  |
|                | Paul Mirguet élu | UNR            | 10 556       | 26,37        | 18 293      | 47,25       |  |
|                | Paul Lavaux      | CR             | 8 397        | 20,98        | 3 186       | 8,23        |  |
|                | Léon Steinling   | PCF            | 3 122        | 7,8          | 2 332       | 6,02        |  |
|                | Francis Chauvet  | SFIO           | 2 021        | 5,05         | Retrait     | Retrait     |  |
|                |                  |                |              |              |             |             |  |
| Inscrits       | Inscrits         | Inscrits       | 54 436       | 100,00       | 54 448      | 100,00      |  |
| Abstentions    | Abstentions      | Abstentions    | 12 649       | 23,24        | 14 936      | 27,43       |  |
| Votants        | Votants          | Votants        | 41 787       | 76,76        | 39 512      | 72,57       |  |
| Blancs et nuls | Blancs et nuls   | Blancs et nuls | 1 760        | 4,21         | 797         | 2,02        |  |
| Exprimés       | Exprimés         | Exprimés       | 40 027       | 95,79        | 38 715      | 97,98       |  |

Le suppléant de Paul Mirguet était André Semin, chef de service au Crédit agricole, de Courcelles-Chaussy.

### Élections de 1962
| Candidat       | Candidat             | Parti          | Premier tour | Premier tour | Second tour | Second tour |  |
| Candidat       | Candidat             | Parti          | Voix         | %            | Voix        | %           |  |
| -------------- | -------------------- | -------------- | ------------ | ------------ | ----------- | ----------- |  |
|                | Joseph Schaff élu    | MRP            | 17 374       | 47,19        | 18 684      | 49,47       |  |
|                | Paul Mirguet sortant | UNR-UDT        | 16 018       | 43,51        | 16 566      | 43,86       |  |
|                | Léon Steinling       | PCF            | 3 424        | 9,3          | 2 516       | 6,66        |  |
|                |                      |                |              |              |             |             |  |
| Inscrits       | Inscrits             | Inscrits       | 53 228       | 100,00       | 53 226      | 100,00      |  |
| Abstentions    | Abstentions          | Abstentions    | 14 894       | 27,98        | 14 746      | 27,7        |  |
| Votants        | Votants              | Votants        | 38 334       | 72,02        | 38 480      | 72,3        |  |
| Blancs et nuls | Blancs et nuls       | Blancs et nuls | 1 518        | 3,96         | 714         | 1,86        |  |
| Exprimés       | Exprimés             | Exprimés       | 36 816       | 96,04        | 37 766      | 98,14       |  |

Le suppléant de Joseph Schaff était Paul Mayot, exploitant agricole, maire de Pange.

### Élections de 1967
| Candidat       | Candidat                    | Parti          | Premier tour | Premier tour | Second tour | Second tour |  |
| Candidat       | Candidat                    | Parti          | Voix         | %            | Voix        | %           |  |
| -------------- | --------------------------- | -------------- | ------------ | ------------ | ----------- | ----------- |  |
|                | Joseph Schaff sortant réélu | CD (PDM)       | 20 901       | 48,17        | 25 476      | 65,79       |  |
|                | Yves Guermont               | UD-Ve          | 12 602       | 29,04        | 13 245      | 34,21       |  |
|                | Gabriel Naumer              | PCF            | 4 091        | 9,43         |             |             |  |
|                | Raymond Cavin               | FGDS           | 3 884        | 8,95         |             |             |  |
|                | Inconnu                     | REL            | 1 912        | 4,41         |             |             |  |
|                |                             |                |              |              |             |             |  |
| Inscrits       | Inscrits                    | Inscrits       | 54 388       | 100,00       | 54 371      | 100,00      |  |
| Abstentions    | Abstentions                 | Abstentions    | 9 918        | 18,24        | 13 029      | 23,96       |  |
| Votants        | Votants                     | Votants        | 44 470       | 81,76        | 41 342      | 76,04       |  |
| Blancs et nuls | Blancs et nuls              | Blancs et nuls | 1 080        | 2,43         | 2 621       | 6,34        |  |
| Exprimés       | Exprimés                    | Exprimés       | 43 390       | 97,57        | 38 721      | 93,66       |  |

Le suppléant de Joseph Schaff était Paul Mayot.

### Élections de 1968
| Candidat       | Candidat              | Parti          | Premier tour | Premier tour | Second tour | Second tour |  |
| Candidat       | Candidat              | Parti          | Voix         | %            | Voix        | %           |  |
| -------------- | --------------------- | -------------- | ------------ | ------------ | ----------- | ----------- |  |
|                | Pierre Kédinger élu   | UDR (URP)      | 17 314       | 42,39        | 20 298      | 53,99       |  |
|                | Joseph Schaff sortant | CD (PDM)       | 16 184       | 39,63        | 17 298      | 46,01       |  |
|                | Maurice Weisberg      | FGDS (Radical) | 3 993        | 9,78         |             |             |  |
|                | Gabriel Naumer        | PCF            | 3 351        | 8,2          |             |             |  |
|                |                       |                |              |              |             |             |  |
| Inscrits       | Inscrits              | Inscrits       | 54 230       | 100,00       | 54 222      | 100,00      |  |
| Abstentions    | Abstentions           | Abstentions    | 12 566       | 23,17        | 15 250      | 28,13       |  |
| Votants        | Votants               | Votants        | 41 664       | 76,83        | 38 972      | 71,87       |  |
| Blancs et nuls | Blancs et nuls        | Blancs et nuls | 822          | 1,97         | 1 376       | 3,53        |  |
| Exprimés       | Exprimés              | Exprimés       | 40 842       | 98,03        | 37 596      | 96,47       |  |

Le suppléant de Pierre Kédinger était Raoul Gama, professeur au Lycée de Metz.

### Élections de 1973
| Candidat       | Candidat                      | Parti          | Premier tour | Premier tour | Second tour | Second tour |  |
| Candidat       | Candidat                      | Parti          | Voix         | %            | Voix        | %           |  |
| -------------- | ----------------------------- | -------------- | ------------ | ------------ | ----------- | ----------- |  |
|                | Pierre Kédinger sortant réélu | UDR (URP)      | 12 409       | 26,98        | 18 523      | 39,23       |  |
|                | Joseph Schaff                 | CDP            | 12 062       | 26,23        | 10 970      | 23,23       |  |
|                | Émile Reiland                 | PS (UGSD)      | 7 350        | 15,98        | 13 465      | 28,52       |  |
|                | Maurice Weisberg              | Rad (MR)       | 6 774        | 14,73        | 4 259       | 9,02        |  |
|                | Gabriel Naumer                | PCF            | 3 433        | 7,46         |             |             |  |
|                | Paul Mirguet                  | Divers droite  | 1 514        | 3,29         |             |             |  |
|                | Gérard Sautré                 | PSU            | 1 460        | 3,17         |             |             |  |
|                | Michel Dezileau               | LO             | 990          | 2,15         |             |             |  |
|                |                               |                |              |              |             |             |  |
| Inscrits       | Inscrits                      | Inscrits       | 59 251       | 100,00       | 59 252      | 100,00      |  |
| Abstentions    | Abstentions                   | Abstentions    | 11 861       | 20,02        | 11 189      | 18,88       |  |
| Votants        | Votants                       | Votants        | 47 390       | 79,98        | 48 063      | 81,12       |  |
| Blancs et nuls | Blancs et nuls                | Blancs et nuls | 1 398        | 2,95         | 846         | 1,76        |  |
| Exprimés       | Exprimés                      | Exprimés       | 45 992       | 97,05        | 47 217      | 98,24       |  |

Le suppléant de Pierre Kédinger était Maurice Dero, conseiller municipal de Montigny-lès-Metz.

### Élections de 1978
| Candidat       | Candidat              | Parti             | Premier tour | Premier tour | Second tour | Second tour |  |
| Candidat       | Candidat              | Parti             | Voix         | %            | Voix        | %           |  |
| -------------- | --------------------- | ----------------- | ------------ | ------------ | ----------- | ----------- |  |
|                | Jean-Louis Masson élu | RPR               | 16 718       | 28,53        | 34 637      | 58,62       |  |
|                | Jean-Pierre Masseret  | PS                | 14 184       | 24,2         | 24 452      | 41,38       |  |
|                | Alice Saunier-Seïté   | UDF (PR)          | 12 242       | 20,89        | Retrait     | Retrait     |  |
|                | Jacques Antoine       | PCF               | 5 259        | 8,97         |             |             |  |
|                | Marie Judlin          | Rad               | 4 306        | 7,35         |             |             |  |
|                | Roger Vuillaume       | Divers écologiste | 3 697        | 6,31         |             |             |  |
|                | Roger Bour            | Divers droite     | 1 247        | 2,13         |             |             |  |
|                | Jean-Paul Soula       | LO                | 955          | 1,63         |             |             |  |
|                |                       |                   |              |              |             |             |  |
| Inscrits       | Inscrits              | Inscrits          | 71 559       | 100,00       | 71 555      | 100,00      |  |
| Abstentions    | Abstentions           | Abstentions       | 11 692       | 16,34        | 10 956      | 15,31       |  |
| Votants        | Votants               | Votants           | 59 867       | 83,66        | 60 599      | 84,69       |  |
| Blancs et nuls | Blancs et nuls        | Blancs et nuls    | 1 259        | 2,1          | 1 510       | 2,49        |  |
| Exprimés       | Exprimés              | Exprimés          | 58 608       | 97,9         | 59 089      | 97,51       |  |

Le suppléant de Jean-Louis Masson était Patrice Benini, kinésithérapeute-rééducateur à Montigny-lès-Metz.

### Élections de 1981
| Candidat       | Candidat                        | Parti          | Premier tour | Premier tour | Second tour | Second tour |  |
| Candidat       | Candidat                        | Parti          | Voix         | %            | Voix        | %           |  |
| -------------- | ------------------------------- | -------------- | ------------ | ------------ | ----------- | ----------- |  |
|                | Jean-Louis Masson sortant réélu | RPR (UNM)      | 25 073       | 48,42        | 28 579      | 50,41       |  |
|                | Jean-Pierre Masseret            | PS             | 22 563       | 43,58        | 28 117      | 49,59       |  |
|                | Jacques Antoine                 | PCF            | 1 827        | 3,53         |             |             |  |
|                | Irène Kornetzky                 | MÉP            | 1 343        | 2,59         |             |             |  |
|                | Roger Bour                      | Divers droite  | 971          | 1,88         |             |             |  |
|                |                                 |                |              |              |             |             |  |
| Inscrits       | Inscrits                        | Inscrits       | 75 877       | 100,00       | 75 879      | 100,00      |  |
| Abstentions    | Abstentions                     | Abstentions    | 23 349       | 30,77        | 18 413      | 24,27       |  |
| Votants        | Votants                         | Votants        | 52 528       | 69,23        | 57 466      | 75,73       |  |
| Blancs et nuls | Blancs et nuls                  | Blancs et nuls | 751          | 1,43         | 770         | 1,34        |  |
| Exprimés       | Exprimés                        | Exprimés       | 51 777       | 98,57        | 56 696      | 98,66       |  |

Le suppléant de Jean-Louis Masson était Patrice Benini.

### Élections de 1988
| Candidat       | Candidat                    | Parti          | Premier tour | Premier tour | Second tour | Second tour |  |
| Candidat       | Candidat                    | Parti          | Voix         | %            | Voix        | %           |  |
| -------------- | --------------------------- | -------------- | ------------ | ------------ | ----------- | ----------- |  |
|                | Denis Jacquat sortant réélu | UDF (PR) (URC) | 16 085       | 42,5         | 22 684      | 55          |  |
|                | Dominique Gros              | PS             | 13 017       | 34,39        | 18 558      | 45          |  |
|                | Jean-Marie Nicolay          | FN             | 4 362        | 11,53        |             |             |  |
|                | Hubert Ringenberg           | diss. UDF      | 2 952        | 7,8          |             |             |  |
|                | André Michel                | PCF            | 1 432        | 3,78         |             |             |  |
|                |                             |                |              |              |             |             |  |
| Inscrits       | Inscrits                    | Inscrits       | 64 569       | 100,00       | 64 531      | 100,00      |  |
| Abstentions    | Abstentions                 | Abstentions    | 25 905       | 40,12        | 22 242      | 34,47       |  |
| Votants        | Votants                     | Votants        | 38 664       | 59,88        | 42 289      | 65,53       |  |
| Blancs et nuls | Blancs et nuls              | Blancs et nuls | 816          | 2,11         | 1 047       | 2,48        |  |
| Exprimés       | Exprimés                    | Exprimés       | 37 848       | 97,89        | 41 242      | 97,52       |  |

Le suppléant de Denis Jacquat était Marcel Husson, entraineur du Football Club de Metz.

### Élections de 1993
| Candidat       | Candidat                    | Parti          | Premier tour | Premier tour | Second tour | Second tour |  |
| Candidat       | Candidat                    | Parti          | Voix         | %            | Voix        | %           |  |
| -------------- | --------------------------- | -------------- | ------------ | ------------ | ----------- | ----------- |  |
|                | Denis Jacquat sortant réélu | UDF (PR)       | 17 637       | 43,46        | 24 541      | 62,28       |  |
|                | Dominique Gros              | PS (ADFP)      | 7 133        | 17,58        | 14 863      | 37,72       |  |
|                | Jean-Marie Nicolay          | FN             | 6 889        | 16,98        |             |             |  |
|                | Jean-Francois Secondé       | GÉ (EÉ)        | 4 297        | 10,59        |             |             |  |
|                | Hervé Guiet                 | Divers         | 2 339        | 5,76         |             |             |  |
|                | Robert Lagal                | PCF            | 1 339        | 3,3          |             |             |  |
|                | Roger Weber                 | Divers         | 949          | 2,34         |             |             |  |
|                |                             |                |              |              |             |             |  |
| Inscrits       | Inscrits                    | Inscrits       | 68 127       | 100,00       | 68 126      | 100,00      |  |
| Abstentions    | Abstentions                 | Abstentions    | 25 023       | 36,73        | 25 278      | 37,1        |  |
| Votants        | Votants                     | Votants        | 43 104       | 63,27        | 42 848      | 62,9        |  |
| Blancs et nuls | Blancs et nuls              | Blancs et nuls | 2 521        | 5,85         | 3 444       | 8,04        |  |
| Exprimés       | Exprimés                    | Exprimés       | 40 583       | 94,15        | 39 404      | 91,96       |  |

Le suppléant de Denis Jacquat était Philippe Grégoire, conseiller municipal de Metz, attaché d’Administration Scolaire et Universitaire (AASU) .

### Élections de 1997
| Candidat       | Candidat                        | Parti          | Premier tour | Premier tour | Second tour | Second tour |  |
| Candidat       | Candidat                        | Parti          | Voix         | %            | Voix        | %           |  |
| -------------- | ------------------------------- | -------------- | ------------ | ------------ | ----------- | ----------- |  |
|                | Denis Jacquat sortant réélu     | UDF (PR)       | 13 978       | 32,82        | 21 182      | 44,77       |  |
|                | Marie-Thérèse Gansoinat-Ravaine | PS             | 10 895       | 25,58        | 18 627      | 39,37       |  |
|                | Jean-Marie Nicolay              | FN             | 9 151        | 21,48        | 7 499       | 15,85       |  |
|                | Jean-François Secondé           | MÉI            | 3 437        | 8,07         |             |             |  |
|                | Danielle Bori                   | PCF            | 1 833        | 4,3          |             |             |  |
|                | Thierry Schulz                  | LO             | 1 783        | 4,19         |             |             |  |
|                | Jean-François Caspard           | LDI (MPF)      | 1 516        | 3,56         |             |             |  |
|                |                                 |                |              |              |             |             |  |
| Inscrits       | Inscrits                        | Inscrits       | 69 766       | 100,00       | 69 766      | 100,00      |  |
| Abstentions    | Abstentions                     | Abstentions    | 24 978       | 35,8         | 20 957      | 30,04       |  |
| Votants        | Votants                         | Votants        | 44 788       | 64,2         | 48 809      | 69,96       |  |
| Blancs et nuls | Blancs et nuls                  | Blancs et nuls | 2 195        | 4,9          | 1 501       | 3,08        |  |
| Exprimés       | Exprimés                        | Exprimés       | 42 593       | 95,1         | 47 308      | 96,92       |  |

Le suppléant de Denis Jacquat était Philippe Grégoire.

### Élections de 2002
| Candidat       | Candidat                        | Parti             | Premier tour | Premier tour | Second tour | Second tour |  |
| Candidat       | Candidat                        | Parti             | Voix         | %            | Voix        | %           |  |
| -------------- | ------------------------------- | ----------------- | ------------ | ------------ | ----------- | ----------- |  |
|                | Denis Jacquat sortant réélu     | UMP               | 15 143       | 37,15        | 21 427      | 58,36       |  |
|                | Marie-Thérèse Gansoinat-Ravaine | PS (Les Verts)    | 10 534       | 25,84        | 15 286      | 41,64       |  |
|                | Thierry Gourlot                 | FN                | 5 338        | 13,1         |             |             |  |
|                | Alain Hethener                  | Divers droite     | 4 685        | 11,49        |             |             |  |
|                | Jean-Luc L'Hôte                 | LCR               | 762          | 1,87         |             |             |  |
|                | Jean-Marie Nicolay              | MNR               | 689          | 1,69         |             |             |  |
|                | Danielle Bori                   | PCF               | 660          | 1,62         |             |             |  |
|                | Muguette Wehrung                | MPF               | 572          | 1,4          |             |             |  |
|                | Claude Boulangé                 | Pôle républicain  | 501          | 1,23         |             |             |  |
|                | Catherine Mielnikoff            | MÉI               | 453          | 1,11         |             |             |  |
|                | Gilbert Guillemin               | LO                | 414          | 1,02         |             |             |  |
|                | Véronique Martins               | GÉ                | 349          | 0,86         |             |             |  |
|                | Philippe Marechal               | Divers écologiste | 245          | 0,6          |             |             |  |
|                | Alain Jacquet                   | CPNT              | 209          | 0,51         |             |             |  |
|                | Albert Dal Pozzolo              | PT                | 206          | 0,51         |             |             |  |
|                |                                 |                   |              |              |             |             |  |
| Inscrits       | Inscrits                        | Inscrits          | 71 690       | 100,00       | 71 689      | 100,00      |  |
| Abstentions    | Abstentions                     | Abstentions       | 30 135       | 42,04        | 33 430      | 46,63       |  |
| Votants        | Votants                         | Votants           | 41 555       | 57,96        | 38 259      | 53,37       |  |
| Blancs et nuls | Blancs et nuls                  | Blancs et nuls    | 795          | 1,91         | 1 546       | 4,04        |  |
| Exprimés       | Exprimés                        | Exprimés          | 40 760       | 98,09        | 36 713      | 95,96       |  |

Le suppléant de Denis Jacquat était Philippe Grégoire.

### Élections de 2007
| Candidat       | Candidat                        | Parti          | Premier tour | Premier tour | Second tour | Second tour |  |
| Candidat       | Candidat                        | Parti          | Voix         | %            | Voix        | %           |  |
| -------------- | ------------------------------- | -------------- | ------------ | ------------ | ----------- | ----------- |  |
|                | Denis Jacquat sortant réélu     | UMP            | 17 908       | 45,88        | 20 150      | 55,89       |  |
|                | Marie-Thérèse Gansoinat-Ravaine | PS             | 8 943        | 22,91        | 15 906      | 44,11       |  |
|                | Raphaël Pitti                   | UDF–MoDem      | 4 398        | 11,27        |             |             |  |
|                | Françoise Grolet                | FN             | 2 189        | 5,61         |             |             |  |
|                | Gaël Diaferia                   | LCR            | 967          | 2,48         |             |             |  |
|                | Brigitte Leblan                 | Les Verts      | 926          | 2,37         |             |             |  |
|                | Philippe Ries                   | MPF            | 825          | 2,11         |             |             |  |
|                | Danielle Bori                   | PCF            | 713          | 1,83         |             |             |  |
|                | Gaud Chauvin                    | MÉI            | 684          | 1,75         |             |             |  |
|                | Madeleine Jarre                 | Divers         | 387          | 0,99         |             |             |  |
|                | Jean-Marie Nicolay              | MNR            | 382          | 0,98         |             |             |  |
|                | Mario Rinaldi                   | LO             | 357          | 0,91         |             |             |  |
|                | Albert Dal Pozzolo              | PT             | 353          | 0,9          |             |             |  |
|                |                                 |                |              |              |             |             |  |
| Inscrits       | Inscrits                        | Inscrits       | 75 382       | 100,00       | 75 378      | 100,00      |  |
| Abstentions    | Abstentions                     | Abstentions    | 35 613       | 47,24        | 37 822      | 50,18       |  |
| Votants        | Votants                         | Votants        | 39 769       | 52,76        | 37 556      | 49,82       |  |
| Blancs et nuls | Blancs et nuls                  | Blancs et nuls | 737          | 1,85         | 1 500       | 3,99        |  |
| Exprimés       | Exprimés                        | Exprimés       | 39 032       | 98,15        | 36 056      | 96,01       |  |

### Élections de 2012
| Candidat       | Candidat                    | Parti          | Premier tour | Premier tour | Second tour | Second tour |  |
| Candidat       | Candidat                    | Parti          | Voix         | %            | Voix        | %           |  |
| -------------- | --------------------------- | -------------- | ------------ | ------------ | ----------- | ----------- |  |
|                | Jean-Michel Toulouze        | PS             | 13 400       | 33,33        | 18 875      | 49,14       |  |
|                | Denis Jacquat sortant réélu | UMP            | 12 828       | 31,91        | 19 534      | 50,86       |  |
|                | Thierry Gourlot             | RBM (FN)       | 7 440        | 18,51        |             |             |  |
|                | Nathalie Colin-Oesterlé     | NC             | 2 284        | 5,68         |             |             |  |
|                | Danielle Bori               | FG (PCF)       | 1 577        | 3,92         |             |             |  |
|                | Marjorie Goujon             | CpF (MoDem)    | 950          | 2,36         |             |             |  |
|                | Sophie Reimeringer          | EÉLV           | 776          | 1,93         |             |             |  |
|                | Vincent Hermitant           | AÉI            | 215          | 0,53         |             |             |  |
|                | Pierre Jeras                | DLR            | 215          | 0,53         |             |             |  |
|                | Albert Dal Pozzolo          | POI            | 148          | 0,37         |             |             |  |
|                | Mario Rinaldi               | LO             | 146          | 1,93         |             |             |  |
|                | Adam Lehmann                | NPA            | 143          | 0,36         |             |             |  |
|                | Élodie Perrot               | S&P            | 77           | 0,19         |             |             |  |
|                |                             |                |              |              |             |             |  |
| Inscrits       | Inscrits                    | Inscrits       | 76 233       | 100,00       | 76 230      | 100,00      |  |
| Abstentions    | Abstentions                 | Abstentions    | 35 554       | 46,64        | 36 473      | 47,85       |  |
| Votants        | Votants                     | Votants        | 40 679       | 53,36        | 39 757      | 52,15       |  |
| Blancs et nuls | Blancs et nuls              | Blancs et nuls | 480          | 1,18         | 1 348       | 3,39        |  |
| Exprimés       | Exprimés                    | Exprimés       | 40 199       | 98,82        | 38 409      | 96,61       |  |

### Élections de 2017
Les élections législatives françaises de 2017 ont eu lieu les dimanches 11 et 18 juin 2017.
|                                                                            | |                           |                           |                          |                          |
|                                                                            | | Premier tour 11 juin 2017 | Premier tour 11 juin 2017 | Second tour 18 juin 2017 | Second tour 18 juin 2017 |
|                                                                            | |                           |                           |                          |                          |
|                                                                            | | Nombre                    | % des inscrits            | Nombre                   | % des inscrits           |
| Inscrits                                                                   | Inscrits | 76 513                    | 100,00                    | 76 512                   | 100,00                   |
| Abstentions                                                                | Abstentions | 41 867                    | 54,72                     | 46 692                   | 61,03                    |
| Votants                                                                    | Votants | 34 646                    | 45,28                     | 29 820                   | 38,97                    |
|                                                                            | |                           | % des votants             |                          | % des votants            |
| Bulletins blancs                                                           | Bulletins blancs                                                                                                  | 487                       | 1,41                      | 2 307                    | 7,74                     |
| Bulletins nuls                                                             | Bulletins nuls | 160                       | 0,46                      | 757                      | 2,54                     |
| Suffrages exprimés                                                         | Suffrages exprimés                                                                                                | 33 999                    | 98,13                     | 26 756                   | 89,73                    |
|                                                                            | |                           |                           |                          |                          |
| Candidat Étiquette politique (partis et alliances)                         | Candidat Étiquette politique (partis et alliances)                                                                | Voix                      | % des exprimés            | Voix                     | % des exprimés           |
|                                                                            | |                           |                           |                          |                          |
|                                                                            | Ludovic Mendes La République en marche                                                                            | 11 422                    | 33,60                     | 14 020                   | 52,40                    |
|                                                                            | Jean François Les Républicains (Union des démocrates et indépendants)                                             | 6 232                     | 18,33                     | 12 736                   | 47,60                    |
|                                                                            | Marie-Claude Voinçon Front national                                                                               | 4 962                     | 14,59                     |                          |                          |
|                                                                            | Claudine Poirson La France insoumise                                                                              | 3 108                     | 9,14                      |                          |                          |
|                                                                            | Nathalie Colin-Oesterlé Union des démocrates et indépendants (Union des démocrates et indépendants diss.)         | 2 883                     | 8,48                      |                          |                          |
|                                                                            | Jean-Michel Toulouze Parti socialiste                                                                             | 2 205                     | 6,49                      |                          |                          |
|                                                                            | Marie-Pierre Comte Europe Écologie Les Verts                                                                      | 871                       | 2,56                      |                          |                          |
|                                                                            | Quentin Lachenal Divers (Parti animaliste)                                                                        | 522                       | 1,54                      |                          |                          |
|                                                                            | Irma Vollmer Parti communiste français                                                                            | 306                       | 0,90                      |                          |                          |
|                                                                            | Agnès Brossard Écologiste (Mouvement écologiste indépendant - Confédération pour l'homme, l'animal et la planète) | 283                       | 0,83                      |                          |                          |
|                                                                            | Théo Fontaine Divers (Union populaire républicaine)                                                               | 257                       | 0,76                      |                          |                          |
|                                                                            | Marc Le Clec'h Divers                                                                                             | 246                       | 0,72                      |                          |                          |
|                                                                            | Thomas Riboulet Régionaliste (Mouvement 100 % - Parti lorrain)                                                    | 208                       | 0,61                      |                          |                          |
|                                                                            | Mario Rinaldi Lutte ouvrière                                                                                      | 197                       | 0,58                      |                          |                          |
|                                                                            | Jean Lambert Divers gauche (Basta!)                                                                               | 172                       | 0,51                      |                          |                          |
|                                                                            | Albert Dal Pozzolo Extrême gauche (Parti ouvrier indépendant démocratique)                                        | 104                       | 0,31                      |                          |                          |
|                                                                            | Jordane Ciachera Écologiste (Union des forces citoyennes et républicaines)                                        | 20                        | 0,06                      |                          |                          |
|                                                                            | Martine Sroczynski Régionaliste (57-Le Parti des Mosellans)                                                       | 1                         | 0,00                      |                          |                          |
| Source : Ministère de l'Intérieur - Deuxième circonscription de la Moselle | |                           |                           |                          |                          |

### Élections de 2022
Les élections législatives françaises de 2022 se déroulent les dimanches 12 et 19 juin 2022.
| Résultats des élections législatives des 12 et 19 juin 2022 de la 2e circonscription de Moselle |                          |                          |                          |              |              |             |             |
| Candidat                                                                                        | Candidat                 | Parti et coalition       | Nuance                   | Premier tour | Premier tour | Second tour | Second tour |
| Candidat                                                                                        | Candidat                 | Parti et coalition       | Nuance                   | Voix         | %            | Voix        | %           |
|                                                                                                 | Ludovic Mendes           | LREM (Ens)               | ENS                      | 8 005        | 23,88        | 16 764      | 56,41       |
|                                                                                                 | Lisa Lahore              | LFI (NUPES)              | NUP                      | 7 188        | 21,44        | 12 952      | 43,59       |
|                                                                                                 | Olivier Bauchat          | RN                       | RN                       | 6 871        | 20,49        |             |             |
|                                                                                                 | Thierry Hory             | LR (UDC)                 | LR                       | 4 852        | 14,47        |             |             |
|                                                                                                 | Raphaël Pitti            | EC                       | DVG                      | 2 800        | 8,35         |             |             |
|                                                                                                 | Martine Mauser           | REC                      | REC                      | 1 350        | 4,03         |             |             |
|                                                                                                 | Jean-Jacques Kurth       | PS diss.                 | DVG                      | 955          | 2,85         |             |             |
|                                                                                                 | Quentin Teixeira         | PA                       | ECO                      | 454          | 1,35         |             |             |
|                                                                                                 | Jean-François Jacques    | DLF (UPF)                | DSV                      | 413          | 1,23         |             |             |
|                                                                                                 | Mario Rinaldi            | LO                       | DXG                      | 235          | 0,70         |             |             |
|                                                                                                 | Aurélie Contal           | PL                       | ECO                      | 162          | 0,48         |             |             |
|                                                                                                 | Sandrine Said            |                          | DIV                      | 133          | 0,40         |             |             |
|                                                                                                 | Nadia El Barnoussi       | UDMF                     | DVG                      | 108          | 0,32         |             |             |
| Votes valides                                                                                   | Votes valides            | Votes valides            | Votes valides            | 33 526       | 98,08        | 29 716      | 90,64       |
| Votes blancs                                                                                    | Votes blancs             | Votes blancs             | Votes blancs             | 512          | 1,50         | 2 349       | 7,17        |
| Votes nuls                                                                                      | Votes nuls               | Votes nuls               | Votes nuls               | 145          | 0,42         | 719         | 2,19        |
| Total                                                                                           | Total                    | Total                    | Total                    | 34 183       | 100          | 32 784      | 100         |
| Abstention                                                                                      | Abstention               | Abstention               | Abstention               | 42 043       | 55,16        | 43 457      | 57,00       |
| Inscrits / participation                                                                        | Inscrits / participation | Inscrits / participation | Inscrits / participation | 76 226       | 44,84        | 76 241      | 43,00       |

### Élections de 2024
| Candidat                 | Candidat                 | Parti et coalition       | Nuance                   | Premier tour | Premier tour | Second tour | Second tour |
| Candidat                 | Candidat                 | Parti et coalition       | Nuance                   | Voix         | %            | Voix        | %           |
| ------------------------ | ------------------------ | ------------------------ | ------------------------ | ------------ | ------------ | ----------- | ----------- |
|                          | Marie-Claude Voinçon     | RN                       | RN                       | 18 352       | 37,48        | 20 480      | 42,35       |
|                          | Ludovic Mendes           | RE (ENS)                 | ENS                      | 14 795       | 30,22        | 27 875      | 57,65       |
|                          | Victorien Nicolas        | PS (NFP)                 | UG                       | 13 028       | 26,61        | Retrait     | Retrait     |
|                          | Laurent Parisse          | SE                       | DIV                      | 1 477        | 3,02         |             |             |
|                          | Aurélie Contal           | PL (PU)                  | REG                      | 741          | 1,51         |             |             |
|                          | Mario Rinaldi            | LO                       | EXG                      | 461          | 0,94         |             |             |
|                          | Gisèle Taty Bouanga      | SE                       | DIV                      | 109          | 0,22         |             |             |
|                          |                          |                          |                          |              |              |             |             |
| Votes valides            | Votes valides            | Votes valides            | Votes valides            | 48 963       | 97,07        | 48 355      | 95,02       |
| Votes blancs             | Votes blancs             | Votes blancs             | Votes blancs             | 1 022        | 2,03         | 1 985       | 3,90        |
| Votes nuls               | Votes nuls               | Votes nuls               | Votes nuls               | 456          | 0,90         | 547         | 1,07        |
| Total                    | Total                    | Total                    | Total                    | 50 441       | 100          | 50 887      | 100         |
| Abstention               | Abstention               | Abstention               | Abstention               | 26 337       | 34,30        | 25 934      | 33,76       |
| Inscrits / participation | Inscrits / participation | Inscrits / participation | Inscrits / participation | 76 778       | 65,70        | 76 821      | 66,24       |